# 舍伯恩 (麻薩諸塞州)
舍伯恩（英語：Sherborn）是一個位於美國麻薩諸塞州米德爾塞克斯縣的鎮。

## 人口
根據2020年美國人口普查的數據，舍伯恩的面積為41.90平方千米，當中陸地面積為41.30平方千米，而水域面積為0.60平方千米。當地共有人口4401人，而人口密度為每平方千米105人。